# Rivierlandschap met everzwijnjacht
Rivierlandschap met everzwijnjacht is een landschapsschilderij van de Zuid-Nederlandse kunstschilder Joos de Momper. Het kunstwerk wordt bewaard in het Rijksmuseum in Amsterdam.

## Voorstelling
Op het schilderij is een panoramisch aanzicht van een rivierlandschap te zien. Linksonder ziet men jagers en hun jachthonden een wild zwijn doden; twee van deze jagers zitten op een paard. Ook op andere plekken in het schilderij zijn jagers en jachthonden te zien die zich richting het zwijn voortbewegen. Drie van de jagers, die zich niet links onderin op de voorgrond bevinden, zitten ook op een paard. Dit zijn: de jager bij de laan (links), de jager op de houten brug (midden) en de jager bij de kleine waterval rechts onderin.
Het water van de kleine waterval aan de rechterkant van het schilderij mondt uit in de waterloop die onder de houten brug door stroomt. Deze waterloop hoort bij de bovenloop van de diepere en bredere rivier die men op de achtergrond ziet. Aan de linkerkant, op de achtergrond, is nog een andere waterval te zien. Het water hiervan mondt uit in een meanderende beek die eveneens eindigt in de brede rivier op de achtergrond. Bij de twee laatstgenoemde watervallen zijn kliffen te zien met bouwwerken erop. Het rivierlandschap dat men op de achtergrond ziet is het landschap van de middenloop en benedenloop van deze rivier. Er zijn onder andere rivierstranden en zeilschepen te zien.
In het kunstwerk zijn naast het wild zwijn ook nog verscheidene andere wilde dieren te zien, die een minder prominente rol spelen op het schilderij. Zo is er links bovenin een klein bos op de berg te zien waarin een hert staat. Links van dit hert ziet men op een horizontaal gegroeide tak een ekster zitten. Ook boven de bouwwerken die op het klif staan (eveneens in de linkerhelft van het schilderij) ziet men tien vliegende vogels.